# 小點兵鯰
小點兵鯰，是輻鰭魚綱鯰形目美鯰科的一個種。

## 分布
本魚分布於南美洲巴西、哥倫比亞、秘魯的亞馬遜河上游。

## 特徵
本魚體上部為深色，在兩排骨板的匯合處上方有一道由斷斷續續的斑點形成的條紋。頭部上端顏色較深，腹面為褐粉紅色。雄魚的體色較雌魚深，背鰭較尖。鰭呈白色，帶有斷續的斑紋。體長可達5.1公分。

## 生態
本魚棲息於淡水溪流或池塘，性情溫和，喜群游，屬雜食性，以蠕蟲、甲殼類、昆蟲、植物等為食。

## 經濟利用
為觀賞性魚類。